# 마법의 이중주
《마법의 이중주》는 1988년에 개봉한 미국 영화이다.

## 캐스팅
- 저지 레인홀드 : 마샬 세이무어 / 찰리 세이무어 역
- 프레드 세비지 : 찰리 세이무어 / 마샬 세이무어 역
- 코린 보러 : 샘 역
- 스우지 커즈 : 티나 브룩스 역
- 제인 카츠마렉 : 로빈 세이무어 역
- 데이빗 프로벌 : 터크 역
- 윌리엄 프린스 : 스트랫포드 애버리 역
- 리차드 카인드 : 프로이드 역
- 제임스 홍
- 제인 린치